# Irish Parliamentary Party
Irish Parliamentary Party (IPP) var et politisk parti i Irland. Det blev grundlagt af Charles Stewart Parnell, som indtil da var leder af Nationalist Party i 1883, som en erstatning for den mere uformelle Home Rule League.
Partiets repræsentanter i Det britiske parlament måtte sværge på, at de skulle sidde sammen med, agere sammen med og stemme sammen med partiet. Dette er et af de tidligste eksempler på partidisciplin i vestlig politik. Medlemmerne fik også løn fra partiets kasse, i en tid hvor det blev forlangt at parlamentsmedlemmerne var økonomisk uafhængige. Dette førte til at personer fra middelklassen havde en reel mulighed for at være med i den politiske ledelse.
Efter Parnells fald i 1891 blev partiet splittet i en pro-Parnell- og en anti-Parnellfløj. Det lykkedes partilederen John Redmond og hans næstkommanderende John Dillon i 1900 at genforene medlemmerne. Der blev vedtaget en række love, som forbedrede Irlands vilkår. Specielt vigtig var Local Government Act 1898, som erstattede jordejernes styre med et distriktsråd, som blev styret af det irske folk. Dette skabte en ny gruppe politikere i Irland og øgede ønsket om Home Rule Act (hjemmestyre). IPP dominerede mange af distriktsrådene, hvilket efterhånden førte til for meget kammerateri.
Efter det britiske parlamentsvalg i 1910 lykkedes det IPP at få  forslaget om Home Rule Act' vedtaget. Loven ville give størstedelen af Irland selvstyre, men den nordøstlige del skulle skilles ud, noget som ikke var vellidt blandt både de irske nationalister, som ønskede et forenet Irland, og unionisterne i syd og vest, som frygtede, at de blev isoleret.
Udbruddet af  den 1. Verdenskrig førte til, at Home Rule Act ikke blev sat i kraft. Dette skulle få stor indvirkning på Irlands videre historie. Den paramilitære hær Irish Volunteers blev oprettet for at forsvare loven mod den ligeledes paramilitære hær Ulster Volunteer Force, og størsteparten af Volunteers valgte at lade sig hverve til den britiske hær, fordi krigsindsatsen for briterne ville gøre briterne mere venlig stemt og dermed lette vedtagelsen af loven efter krigen. Den hjemmeværende del af Irish Volunteers bestod af de mest radikale medlemmer, og den republikanske og revolutionære organisation Irish Republican Brotherhood (IRB) brugte i 1916 organisationen til at gennemføre Påskeopstanden. Selv om denne blev slået ned, førte det til en voldsom radikalisering af irsk politik.
Ved parlamentsvalget i Storbritannien i 1918 tabte IPP næsten alle sine pladser til Sinn Féin, som tidligere havde været en marginal gruppe. Partiet blev efter dette totale nederlag opløst. Mange af medlemmerne gik i 1920'erne ind i partiet Cumann na nGaedhael.
IPP's mest varige bidrag til det irske samfund var, at partiet var ansvarlig for at have etableret en parlamentarisk tradition i Irland. Dette blev fortsat  i det første parlament "Dáil Éireann", således at de væbnede oprørere hurtigt begyndte en parallel proces med statsdannelse som banede vejen for loven Government of Ireland Act 1920 og den engelsk-irske traktat. 